# Yeongjong de Goryeo
Yeongjong de Goryeo (hangul: 영종, hanja: 英宗)?(agosto 1223 – ?) fue el vigesimosexto rey de la dinastía Goryeo de Corea.

## Biografía
Su primer nombre era Wang Gan (hangul: 왕간, hanja: 王侃), pero más tarde cambiaría su nombre a Wang Chang (en hangul, 왕창; en hanja, 王淐).
Era hijo de Gojong de Goryeo, y Marqués de Angyeong (en hangul, 안경후; en hanja, 安慶侯). En 1253, fue promocionado a Duque de Angyeong (en hangul, 안경공; en hanja, 安慶公). En los años 1253, 1259, 1265 y 1266 realizó múltiples visitas al gobernante de Yuan  en China como embajador.
En junio de 1269, el dictador Im Yeon fue depuesto en favor de Yeongjong.

## Familia

### Consortes y descendencia
1. Reina depuesta Kwon del Andong Kwon clan (폐비 안동 권씨)
  1. Wang Hyeon, Príncipe Hanyang (왕현 한양후)
  2. Wang Cheong, Príncipe Ikyang (Marcha 1248 @– agosto 1344) (왕청 익양군)